# Johannes Lohmann
Johannes Friedrich Lohmann (* 9. Juli 1895 in Diensthop, Kreis Verden; † 3. Mai 1983 in Freiburg im Breisgau) war ein deutscher Indogermanist, Sprachwissenschaftler und Musiktheoretiker. 

## Leben
Johannes Lohmann wurde 1921 in Berlin im Fach Slavistik promoviert und habilitierte sich 1930 dort in Vergleichender Sprachwissenschaft bei Wilhelm Schulze. Ab 1933 an den Universitäten Freiburg und Basel Lehraufträge, ab 1940 ein Extraordinariat in Rostock. Er war von 1943 bis 1963 ordentlicher Professor auf dem Lehrstuhl für Indogermanistik der Universität Freiburg.

## Veröffentlichungen (Auswahl)
- Genus und Sexus. Eine morphologische Studie zum Ursprung der indogermanischen nominalen Genus-Unterscheidung. Habil. 1929. Vandenhoeck & Ruprecht, Göttingen 1932.
- Philosophie und Sprachwissenschaft. Erfahrung und Denken; Bd. 15. Duncker & Humblot, Berlin 1965.

Sammelbände
- Musiké und Logos. Aufsätze zur griechischen Philosophie und Musiktheorie. Zum 75. Geburtstag des Verfassers am 9. Juli 1970. Hrsg. von Anastasios Giannarás. Musikwissenschaftliche Verlagsgesellschaft, Stuttgart 1970.

Werkausgabe
- Werke. Königshausen & Neumann, Würzburg 2018ff.